# Escopolamina
L'escopolamina, també coneguda com a hioscina (nom que se li va donar al descobrir-la) i, popularment en les regions hispanoamericanes, com a burundanga, és un alcaloide tropànic que pot usar-se com antimuscarínic i es troba com a metabòlit secundari de plantes en la família de les solanàcies com el jusquiam, l'estramoni (Datura stramonium i altres espècies), l'escopolia (Scopolia carniolica), la mandràgora (Mandragora autumnalis), la brugmànsia (Brugmansia candida) i altres plantes dels mateixos gèneres. És una substància afí a la atropina que es troba a la belladona (Atropa belladonna). L'escopolamina és una droga altament tòxica i s'hauria d'utilitzar en dosis minúscules; per exemple, en la profilaxi de la cinetosi (marejos vehiculars), s'usen dosis transdèrmiques que no superen els 330 mg diaris. Una sobredosi d'escopolamina pot causar deliri, i altres psicosis, paràlisi, estupor i la mort.
Va ser aïllada per primera vegada pel científic alemany Albert Ladenburg en 1880.
L'escopolamina o hioscina, és un alcaloide tropànic que es troba com a metabòlit secundari de plantes en la família de les solanàcies com Hyoscyamus albus, Datura stramonium, Mandragora autumnalis, Brugmansia candida i altres plantes d'aquest últim gènere.
L'escopolamina o burundanga exerceix el seu efecte actuant com a antagonista competitiu als receptors d'acetilcolina muscarínica, específicament els receptors M1; per tant, es classifica com a droga anticolinèrgica i antimuscarínica.

## Etimologia
La paraula escopolamina deriva del gènere de plantes Scopolia. El nom de «hioscina» deriva de la planta Hyoscyamus niger.
El vocable «burundanga» és la dicció/grafia del Carib i versió colombiana de borondanga que, al seu torn, és una variant de morondanga, formada amb Morondo, derivat de mondo (pelat, calb) —del llatí mundus (net)— i el sufix despectiu -anga. Fa referència a l'efecte més conegut del seu consum, que deixa la ment en blanc, neta de consciència, resistència i memòria.

## Química
En la literatura científica, la burundanga és anomenada també 'hioscina', que prové del nom científic del jusquiam negre, Hyoscyamus niger, també conegut com a herba boja. La seva fórmula química és C17 H21 NO₄ i difereix de l'atropina només perquè té un pont d'oxigen entre els àtoms de carboni 6 i 7, la qual cosa li permet penetrar la barrera hematoencefàlica més fàcilment i alterar el sistema nerviós central.

## Història

Biosíntesi de l'escopolamina en les plantes.

Va ser un dels primers alcaloides aïllats de les plantes per Albert Ladenburg el 1880, i potser ja s'usava des de temps prehistòrics. Els seus anàlegs sintètics van portar al descobriment de la difenhidramina, un dels primers antihistamínics i del primer opioide completament sintètic, la petidina.
L'escopolamina es va usar conjuntament amb la morfina, oxicodona, o altres opioides des de 1900 fins a la dècada de 1960 com a somnífer i en dosis altes com a anestèsic.

## Efectes
L'escopolamina actua com a depressor de les terminacions nervioses i del cervell, cor, intestí i altres teixits, específicament els receptors tipus M1. És així com indueix la dilatació de les pupil·les, la contracció dels vasos sanguinis, la reducció de les secrecions salival no estomacal i altres fenòmens resultat de la inhibició del sistema nerviós parasimpàtic.
En dosis altes, de més de 10 mg en la mainada o més de 100 mg en persones adultes, pot causar convulsions, depressió greu, arrítmies cardíaques (taquicàrdia greu, fibril·lació, etc.), insuficiència respiratòria, col·lapse vascular i fins a la mort.
L'escopolamina potencia l'efecte sedant dels depressors del sistema nerviós central, com ara l'alcohol. Per això erròniament en mitjans de comunicació es publiquen notícies sensacionalistes de nul·la base científica i amb continguts de dubtosa credibilitat sobre uns exagerats efectes d'una droga a la qual anomenen «burundanga» i identifiquen en moltes ocasions amb l'escopolamina. Afirmen que no deixa empremtes detectables del seu ús en poques hores, quan en realitat la seva vida mitjana (la dosi baixa a la meitat) és d'unes 4,5 hores, i és detectable fins i tot dies després, i una part s'excreta en l'orina. Per aquesta creença que pot deixar inconscient o sense voluntat la víctima o produir-li amnèsia, és usat amb fins delictius com a intent de robatori o violació, però els efectes solen acabar en forma d'intoxicacions d'una altra índole, de vegades molt greus, com taquicàrdia, arrítmia, psicosi, amb ingressos hospitalaris per aquesta causa. El juny de 2008, més de vint persones van ser hospitalitzades amb símptomes de psicosi a Noruega després d'ingerir pastilles d'una falsificació de Rohypnol que contenia escopolamina.
Alguns símptomes de sobredosi són la boca seca, dificultats per parlar, visió borrosa, sensibilitat a la llum, dificultat per orinar i taquicàrdia.

## Ús en medicina
L'escopolamina s'utilitza com espasmolític i anticolinèrgic. Està indicat per a espasmes, trastorns de la motilitat gastrointestinal i restrenyiment espasmòdic. Alguns noms comercials d'aquest fàrmac són Buscopan i Buscapina.
L'escopolamina, com l'atropina, es va utilitzar per combatre la malaltia de Parkinson abans de ser substituïda per fàrmacs antiparkinsonians sintètics com la l-DOPA. Actualment s'utilitza en el tractament simptomàtic de certs dolors digestius i ginecològics, en cures pal·liatives, així com en la prevenció del mareig dels viatges.
- Usos principals:
  - Tractament de la nàusea i la cinetosi.
  - Tractament de la rampa intestinal.
  - En oftalmologia.
  - Com a depressor general i adjunt a narcòtics contra el dolor.
- Usos secundaris:
  - Com a agent preanestèsic.
  - Agent conductor en els pulmons i zones relacionades.
  - Com a adjunt a opioides
  - Com a sedant (amb restriccions)

## Ús recreatiu
La combinació d'escopolamina i opioides pot produir eufòria. Amb preparacions amb datura produeix deliris i al·lucinacions. Una sobredosi pot ser mortal. De tota manera el seu ús recreatiu és rar.

## Ús criminal i llegendes urbanes
L'enverinament amb escopolamina s'esmenta de vegades en els mitjans de comunicació com un sistema per a violar, matar o robar, però sovint s'exageren els efectes d'aquesta droga i la forma d'aplicar-la per part dels delinqüents (injecció transdèrmica, posar-la a les begudes, a les cartes d'una baralla, en els papers, etc.). La dosi de la droga assimilada per la pell és massa baixa perquè causi efecte.